# Dachschmuck

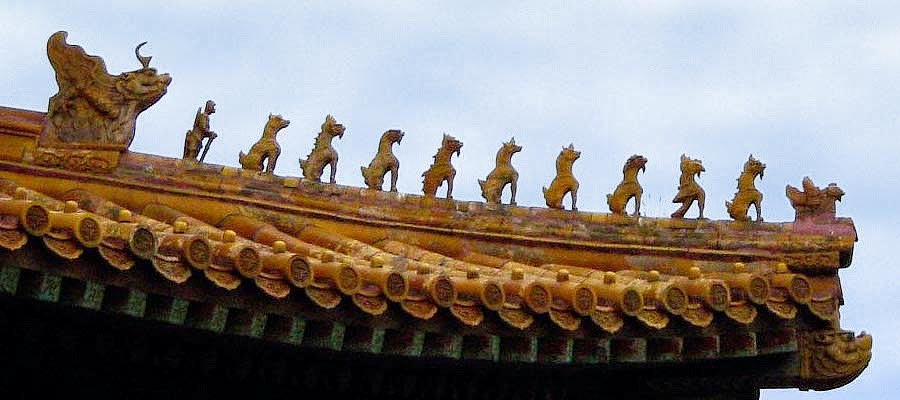
China: Traditioneller Dachschmuck am Kaiserpalast

Als Dachschmuck bezeichnet man Skulpturen, Schnitzwerk, Fahnen und andere Gebilde, deren alleiniger Zweck oder deren Nebenzweck es ist, ein Dach, insbesondere dessen First, zu schmücken und zu verschönern. 
Häufigster Ort für Dachschmuck ist die Spitze des Vordergiebels. Dort angebrachter Schmuck wird daher auch als Giebelschmuck bezeichnet.
Zum Teil hatte und hat der Dachschmuck eine religiöse, magische oder symbolische Bedeutung, soll also z. B. Verehrung für ein höheres Wesen ausdrücken oder Schaden abwenden. Typischer Dachschmuck auf christlichen Kirchen sind Kreuze, Turmkugeln und Wetterhähne. Minarette von Moscheen werden manchmal mit Halbmonden auf der Dachspitze geschmückt. Löwen und Drachen sind ein häufiges Motiv auf chinesischen Dächern.
Vielfach dient der Dachschmuck auch repräsentativen Zwecken, vor allem seit dem Barock.
Je nach Gebäudeart, Zeit und Region herrschten bestimmte Motive, Formen und Ausführungsarten vor.

## Früher Dachschmuck
Im germanischen Kulturraum wurden teilweise an dem Kreuzungspunkt von Dachfirst und Giebel zwei Bretter gekreuzt, deren das Dach überragende Enden als Tierköpfe gestaltet waren. Im Bereich des Stammes der Sachsen herrschten gekreuzte Pferdeköpfe als Motiv vor. Heute wird diese Art des Dach- und Giebelschmucks noch teilweise in Niedersachsen und in Mecklenburg-Vorpommern gepflegt.

## Gotik: Giebelblumen

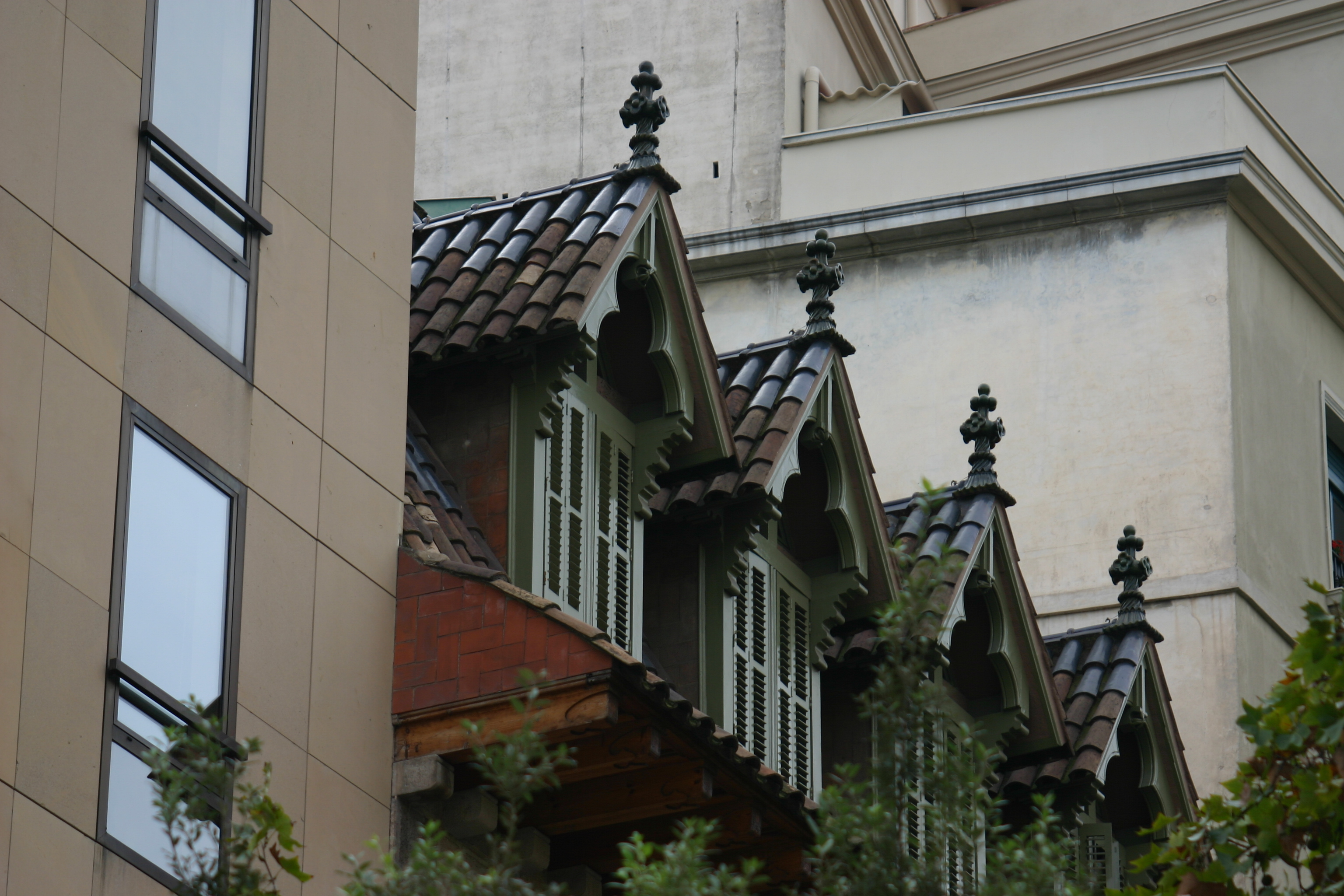
Giebelgauben mit Giebelblume

Vor allem seit der Gotik findet man oft als oberen Abschluss auf der Giebelspitze pflanzlich ornamentale Verzierungen, die Giebelblume, Firstblume oder auch Kreuzblume genannt werden.

## Barock
Ihren Höhepunkt erreichte die Verwendung von Dachschmuck im Barock. Typische Motive sind Metallfähnchen und Kugeln. Aber auch aufwendige Motive wie Adler, Einhorn oder Zunftzeichen kommen vor.

## Moderne
Nachdem Dächer längere Zeit schmucklos ausgeführt wurden, kommt in neuerer Zeit bei Einfamilienhäusern Dachschmuck wieder verstärkt zum Einsatz. 
Nach dem Ort der Anbringung des Dachschmucks kann zwischen mehreren Arten unterschieden werden.

### Dachfirst
Die wohl häufigste und traditionellste Befestigungsstelle für eine Dachfigur ist der Dachfirst. Typische Motive sind Fähnchen, Hähne, Windrichtungsgeber, Schlafwandler, Hexen, Katzen, Eulen, und Drachen. Die Figuren werden häufig aus Gewichtsgründen aus Kunstharz gefertigt und mittels einer Bohrung in den Firstziegel befestigt. Im Allgemeinen wird die Figur aus Sicherheitsgründen noch mit Kunstharz mit dem Dachstein verklebt.

### Dachfläche
Auf der Dachschräge wird durch Verschraubung und -klebung mit einer Ziegel der Dachschmuck befestigt. Am häufigsten findet sich hier der sogenannte Dachrutscher in Form des Schlafwandlers.

### Sonstige Stellen
Als Befestigungsstellen für Schmuckelemente bieten sich unter anderem die Dachrinnen (für Vögel, Katzen u. ä.) der Firstabschluss oder das Fallrohr an.

## Galerie

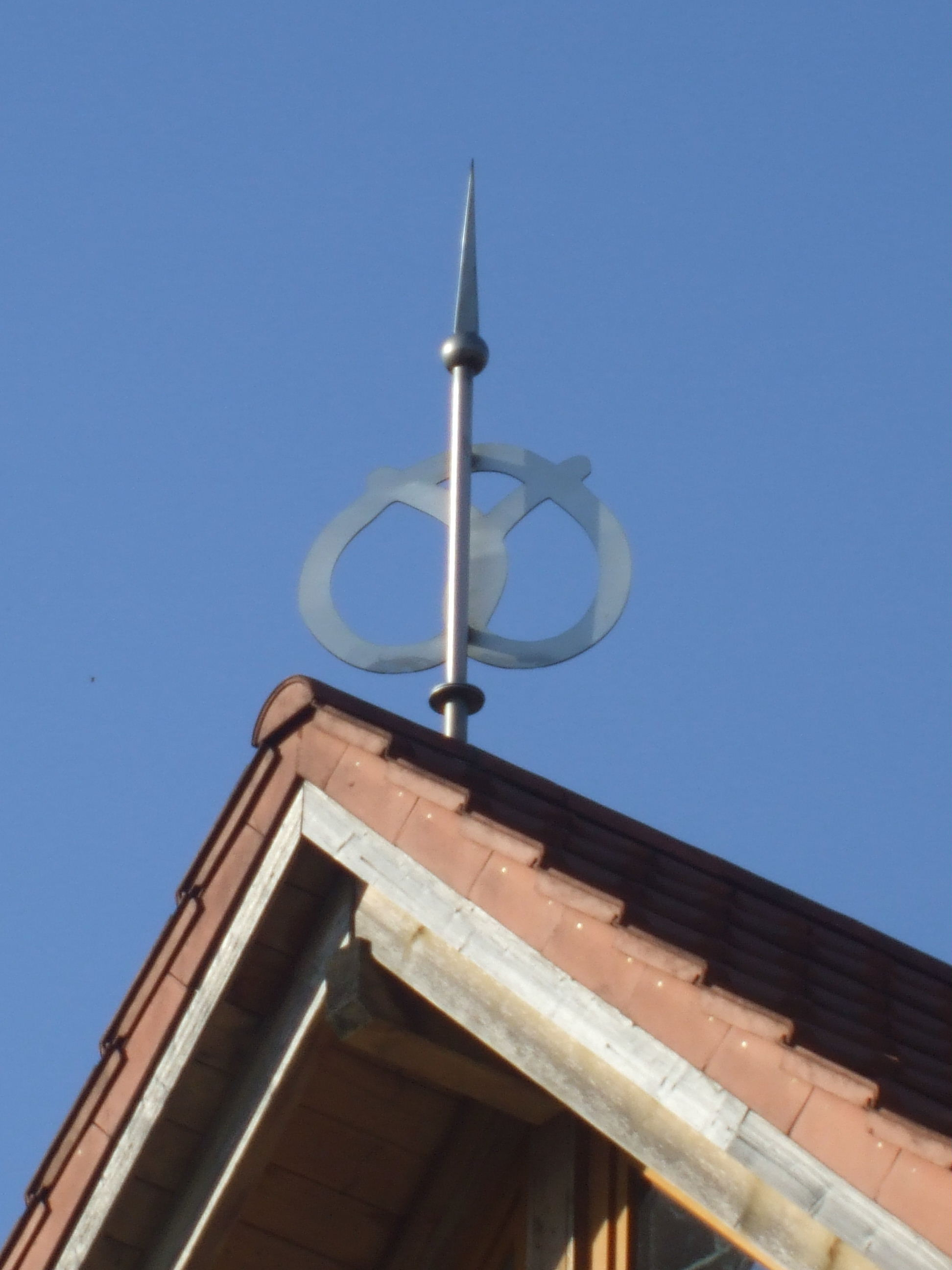
Windrichtungsgeber in Brezelform
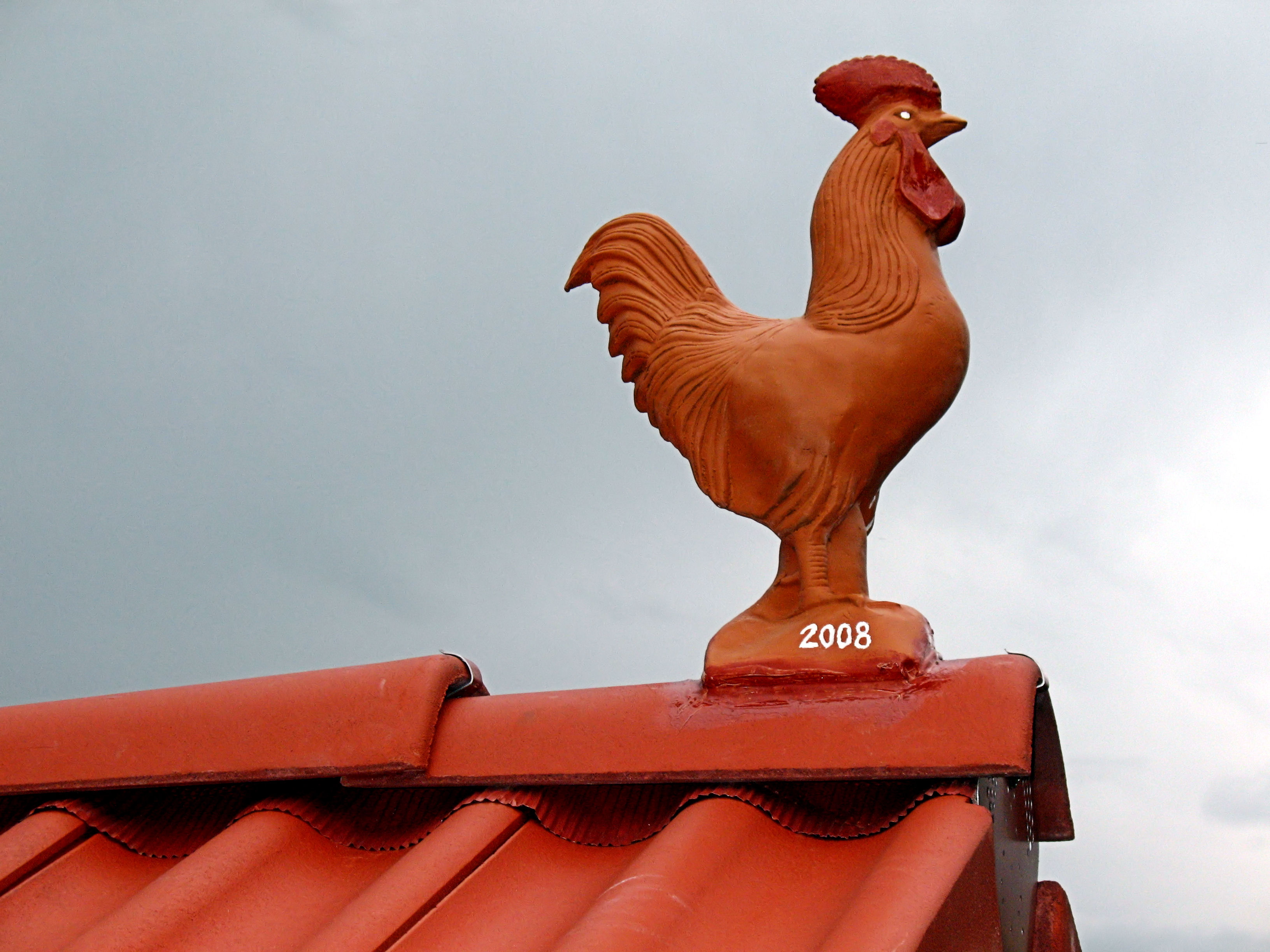
Firstfigur „Hahn“
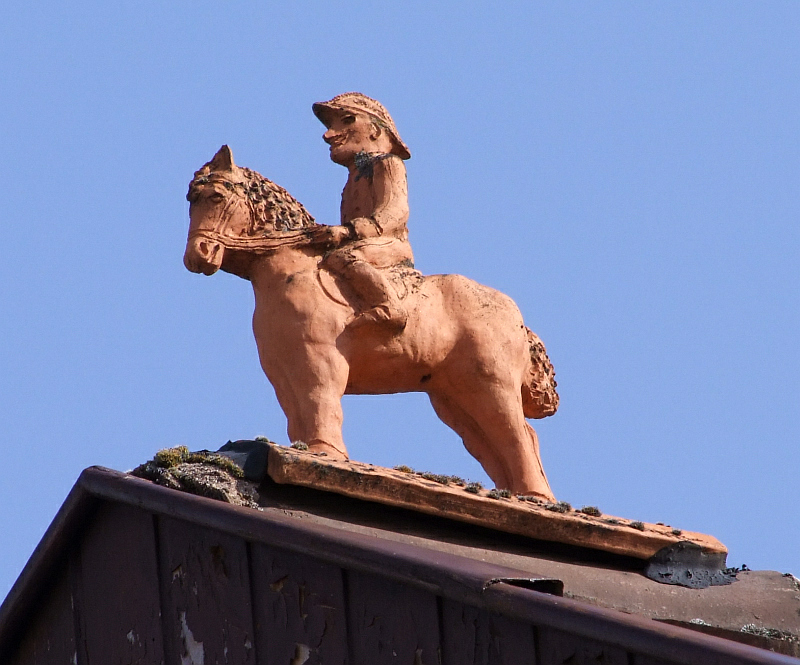
Firstfigur „Reiter“ auf einem Haus in Kirdorf
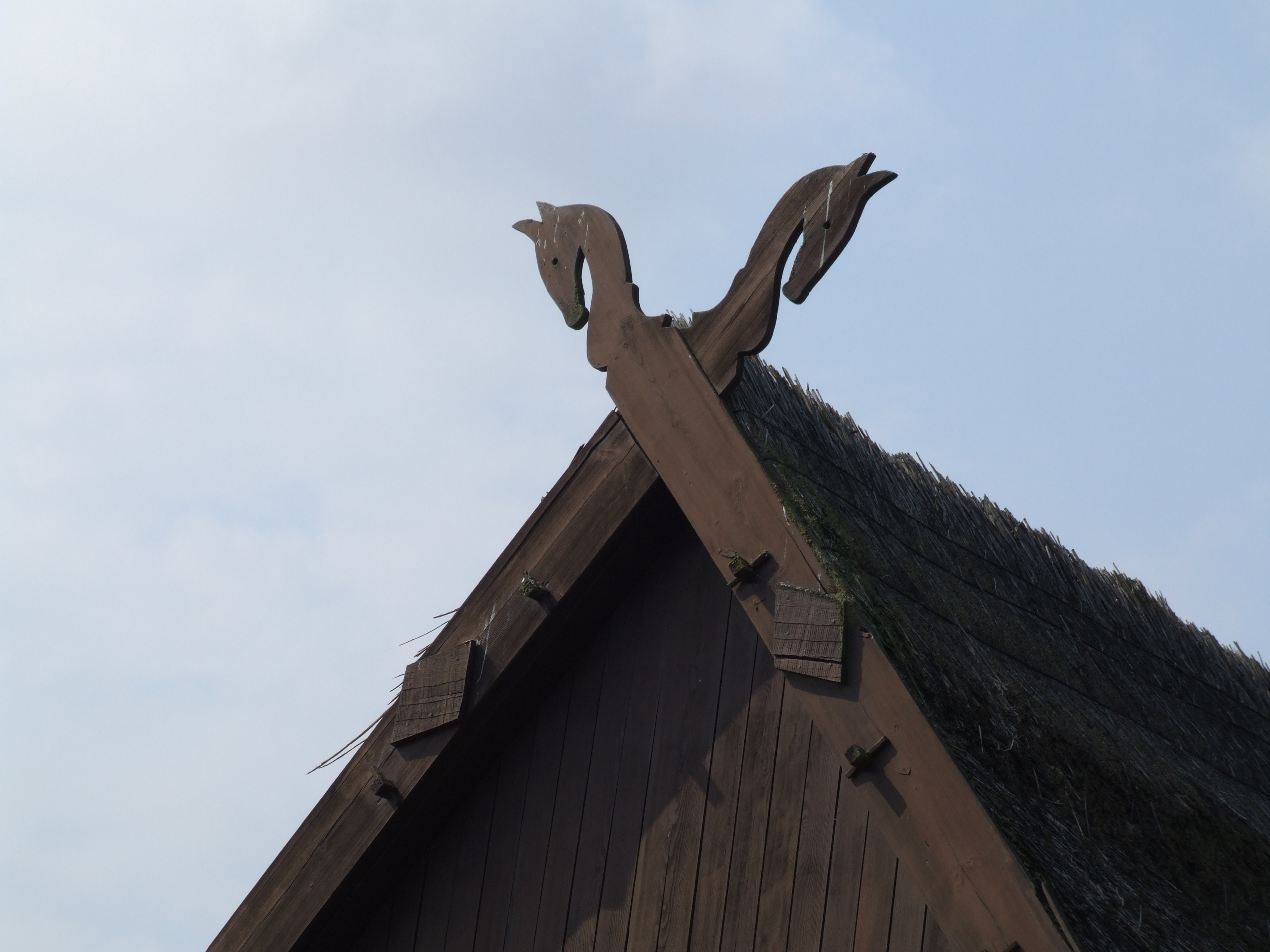
Gekreuzte Pferdeköpfe
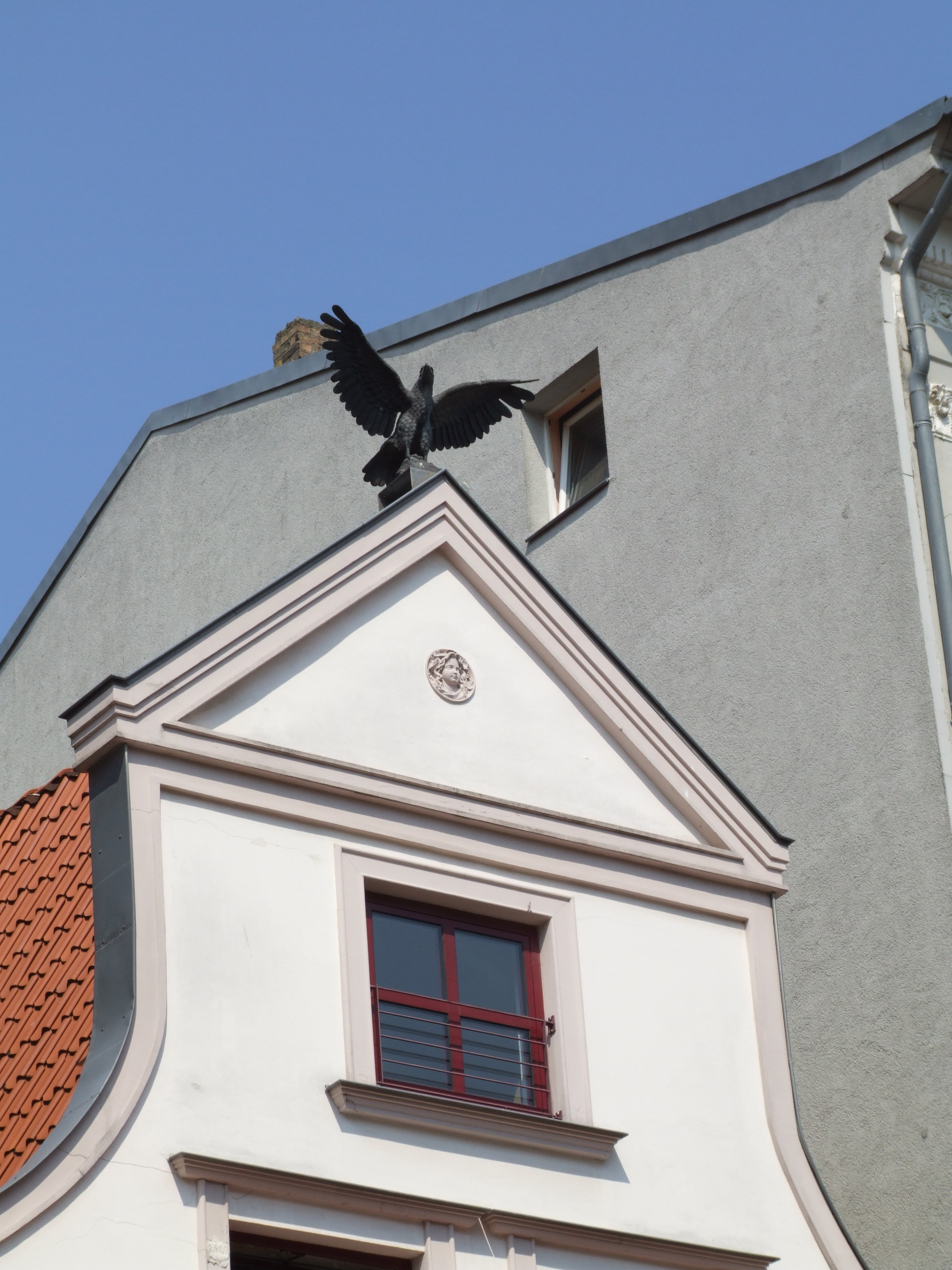
Barocker Dachschmuck
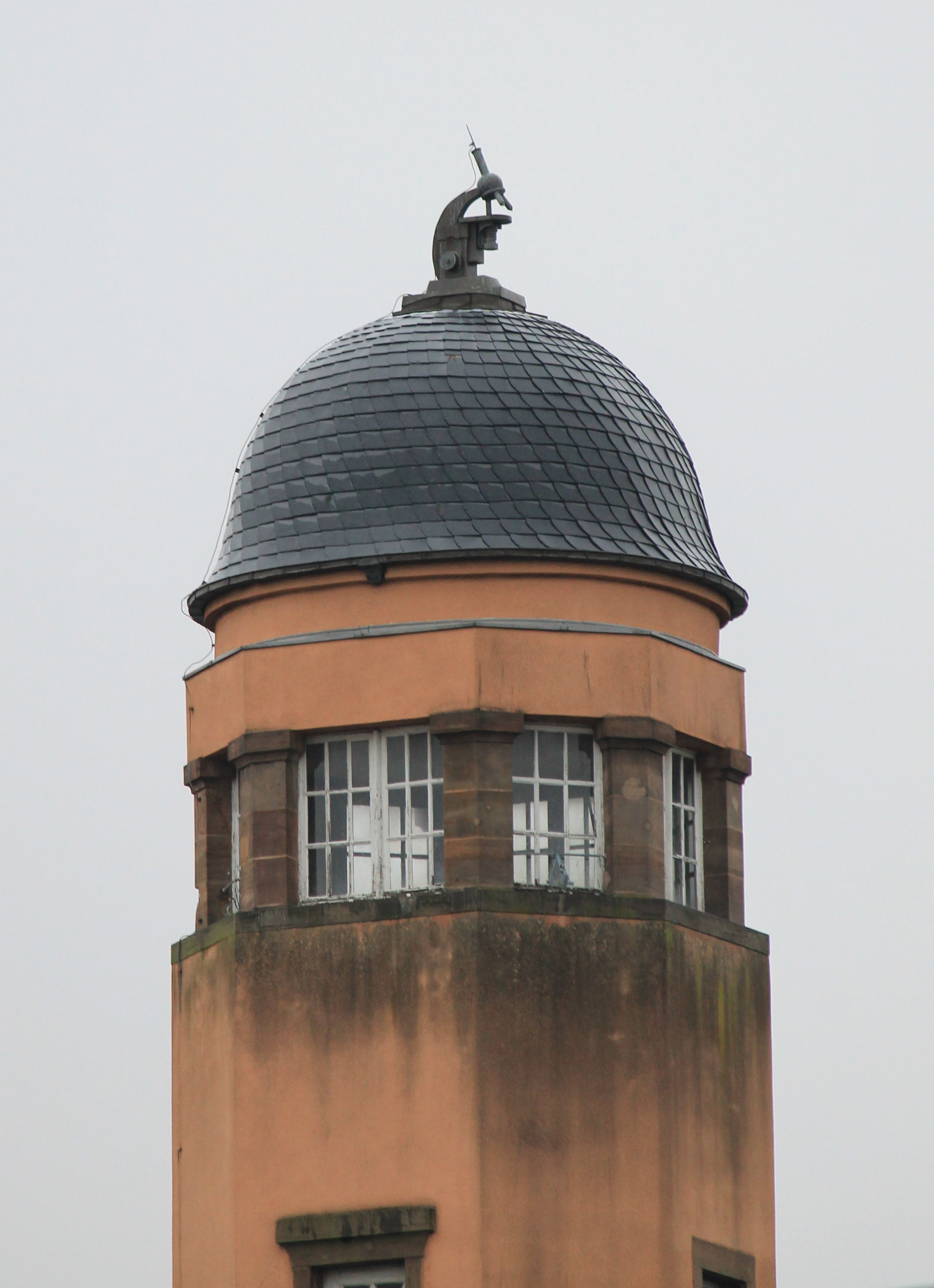
Ein Mikroskop (mit Blitzableiter) auf dem Turm des Instituts für Virologie in Straßburg/Elsass
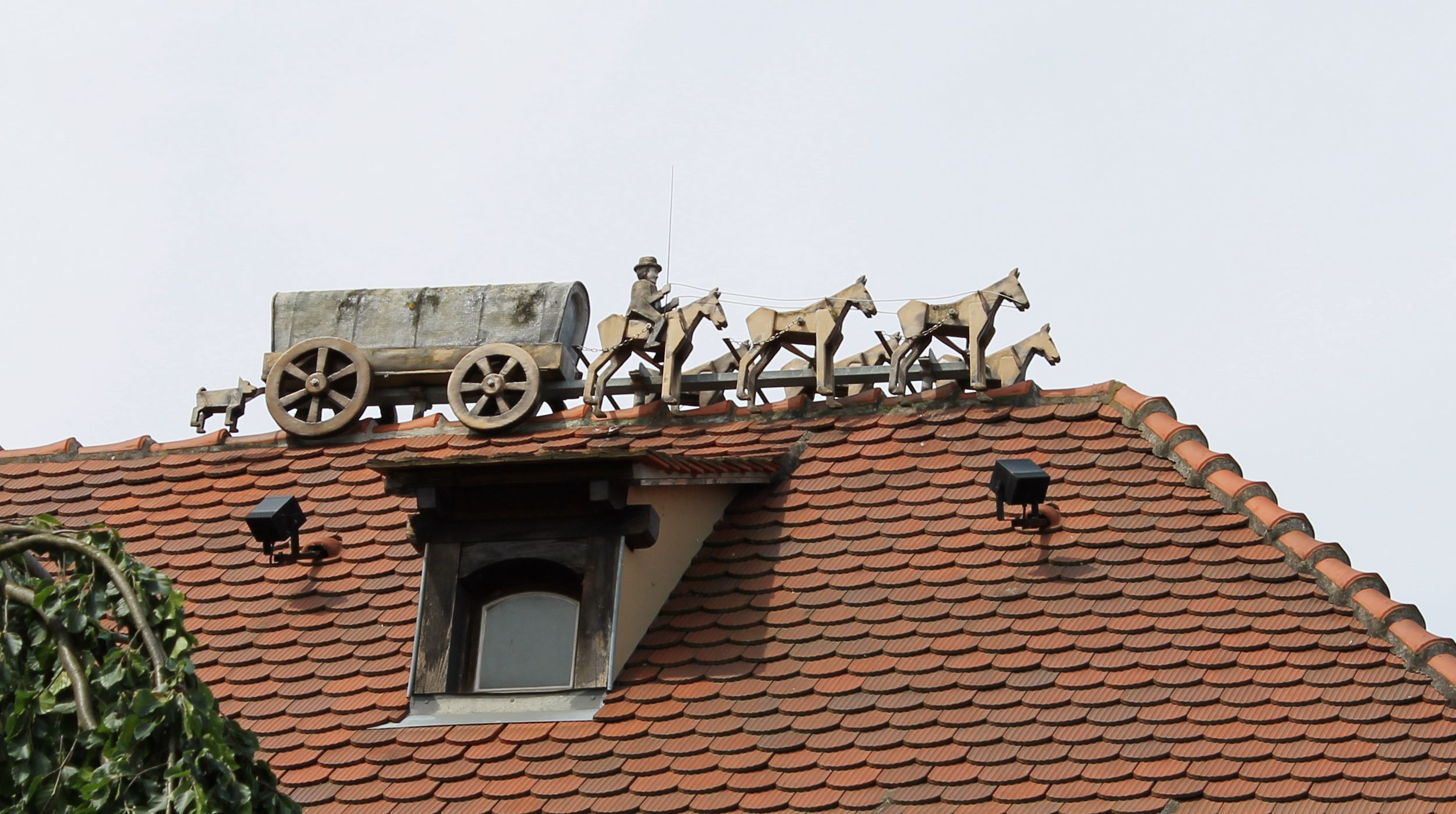
Pferdegespann auf der früheren postalischen Umspannstation in Fegersheim/Elsass
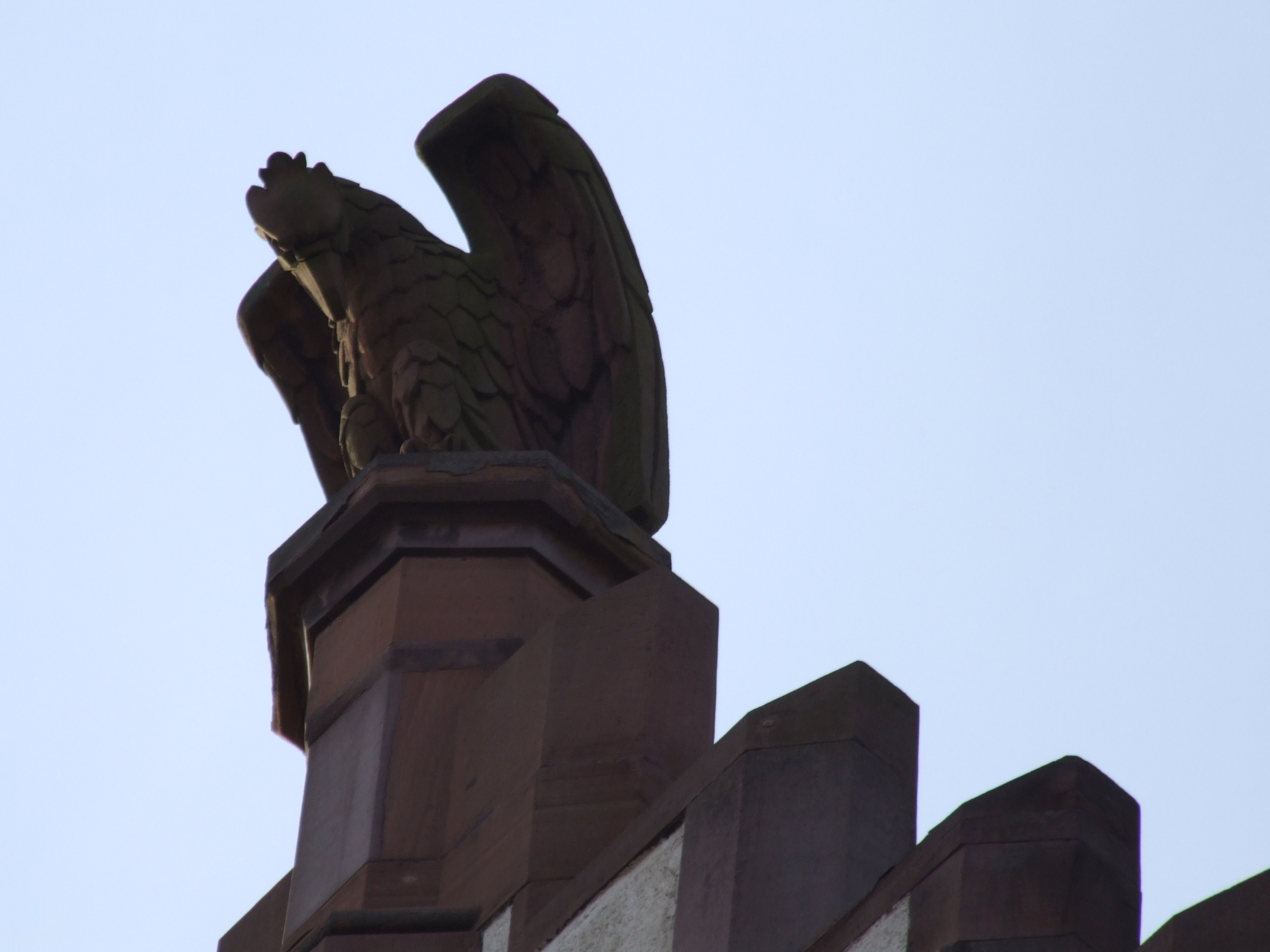
Steinskulptur auf einem Hausgiebel in Darmstadt
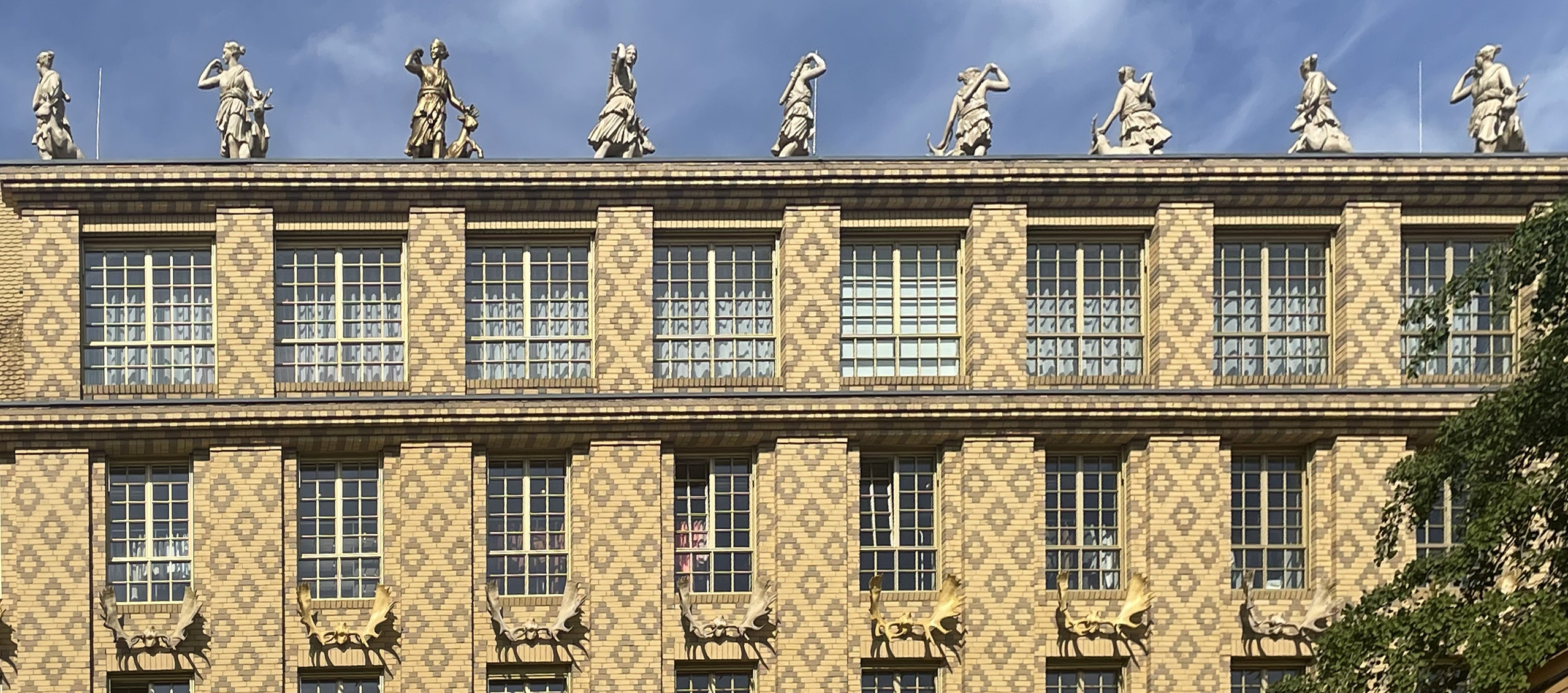
„Statuen der Jagdgöttin Diana“ auf dem Dachfirst des Gelben Haus (erbaut 2008) in Düsseldorf-Derendorf